# Obolon Arena
Het Obolon Arena is een multifunctioneel stadion in Kiev, de hoofdstad van Oekraïne. Het stadion heette tussen 2002 en 2011 Stadion Obolon.
Het stadion werd geopend in 2002. Tussen 2001 en 2002 werd het stadion gerenoveerd. Tussen 2006 en 2009 werd er een nieuwe noordtribune gebouwd. In het stadion is plaats voor 5.103 toeschouwers. Het stadion wordt vooral gebruikt voor voetbalwedstrijden, de voetbalclub FK Obolon Kiev maakt gebruik van dit stadion. 